# إريك ستولهانسك
إريك ستولهانسك (بالإنجليزية: Erik Stolhanske)‏ هو كاتب سيناريو وممثل أمريكي، ولد في 23 أغسطس 1968 بمنيابولس في الولايات المتحدة.

## أعمال

### أفلام
- (2001) سوبر تروبرس[1]
- (2005) ذا دوكس اوف هازرد[2]
- (2018) سوبر تروبرس 2

## وصلات خارجية
- إريك ستولهانسك على موقع IMDb (الإنجليزية)
- إريك ستولهانسك على موقع ألو سيني (الفرنسية)
- إريك ستولهانسك على موقع أول موفي (الإنجليزية)
- إريك ستولهانسك على موقع قاعدة بيانات الأفلام السويدية (السويدية)
- إريك ستولهانسك على موقع قاعدة بيانات الفيلم (الإنجليزية)
- إريك ستولهانسك على موقع كينوبويسك (الروسية)